# Skały Kroczyckie
Skały Kroczyckie – pasmo wzniesień w środkowej części Wyżyny Częstochowskiej, znajdujące się po zachodniej stronie miejscowości Kroczyce w województwie śląskim, w powiecie zawierciańskim. Ciągnie się od Zalewu Dzibice (w miejscowości Dzibice) na północy po drogę wojewódzką nr 792 (z Żarek do Kroczyc).
Obejmuje szereg wzgórz porośniętych lasem, ale częściowo skalistych. W kierunku z północy na południe są to: Słupsko, wzgórze 405 m, wzgórze 420 m, Łysak (Jastrzębnik), Góra Popielowa, Góra Pośrednia, Kołoczek, Góra Zborów. Pasmo ma długość około 4 km. Najbardziej popularne wśród turystów i wspinaczy skalnych są dwa ostatnie wzniesienia. Utworzono na nich rezerwat przyrody Góra Zborów. Na wzgórzach tych znajdują się liczne wapienne ostańce, będące atrakcyjnym i popularnym miejscem do wspinaczki skalnej. U podnóży Dwoistej Baszty znajduje się jedyna w północnej części Jury udostępniona turystycznie Jaskinia Głęboka. Są też inne, niedostępne turystycznie jaskinie i schroniska skalne. Ze szczytowych partii niektórych skał rozciągają się szerokie widoki, obejmujące m.in. zamek w pobliskim Zamek w Morsku oraz dalsze zamki Zamek w Bobolicach, Zamek w Mirowie i Zamek w Ogrodzieńcu.
Na wzgórzu Słupsko są dwa stanowiska archeologiczne. Jedno z nich to grodzisko z wczesnego średniowiecza, drugie to obozowisko ludzi prehistorycznych ze środkowego paleolitu.
Skały Kroczyckie wchodzą w skład Specjalnego Obszaru Ochrony Siedlisk Natura 2000 Ostoja Kroczycka. W lasach rośnie wiele rzadkich gatunków roślin, m.in. storczyków, na skałach cenne przyrodniczo murawy kserotermiczne i roślinność ciepłolubna.
Przez wzgórza biegną dwa główne szlaki Jury: Szlak Orlich Gniazd i Szlak Warowni Jurajskich, a także Szlak Zamonitu i szlaki turystyki rowerowej i narciarskiej.

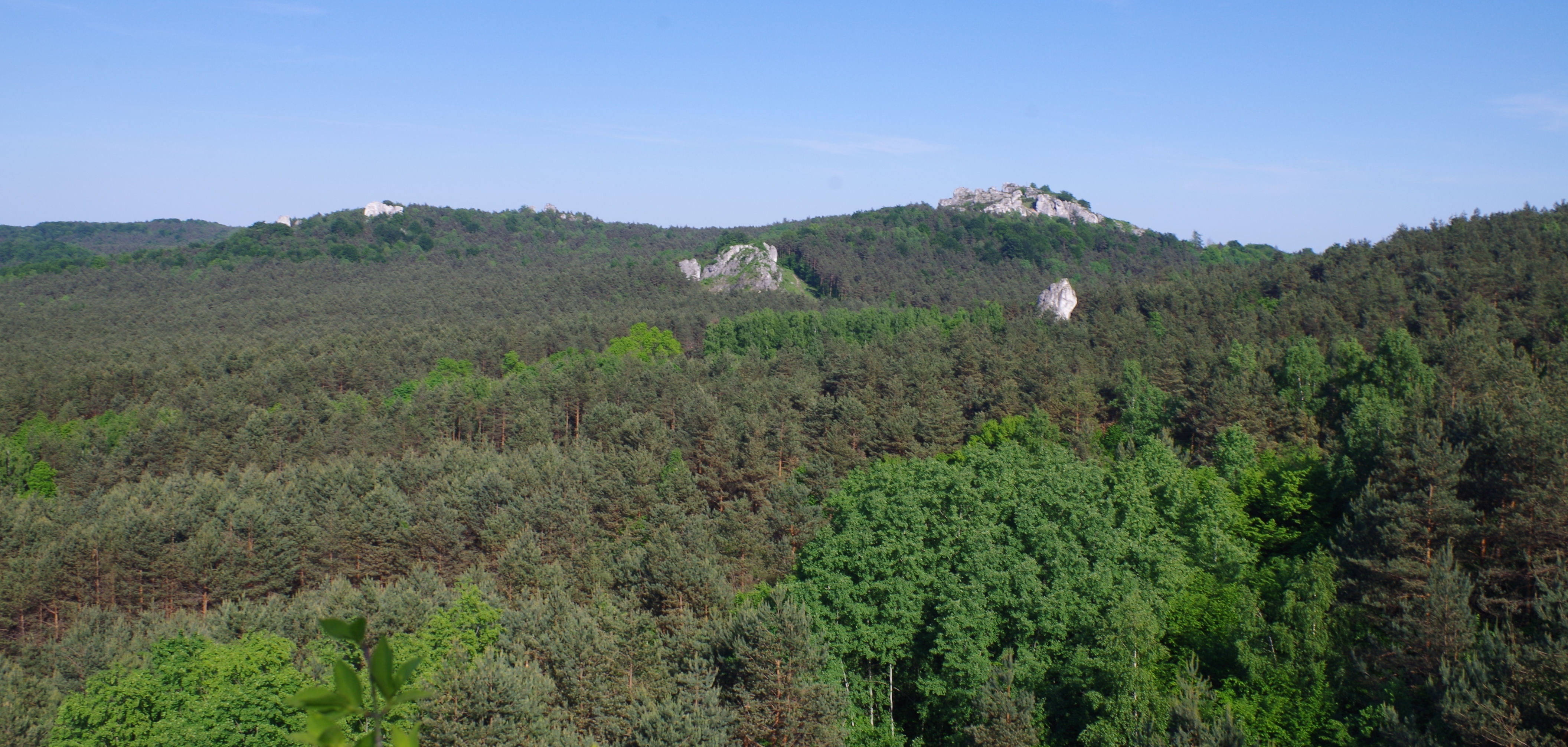
Fragment pasma Skał Kroczyckich
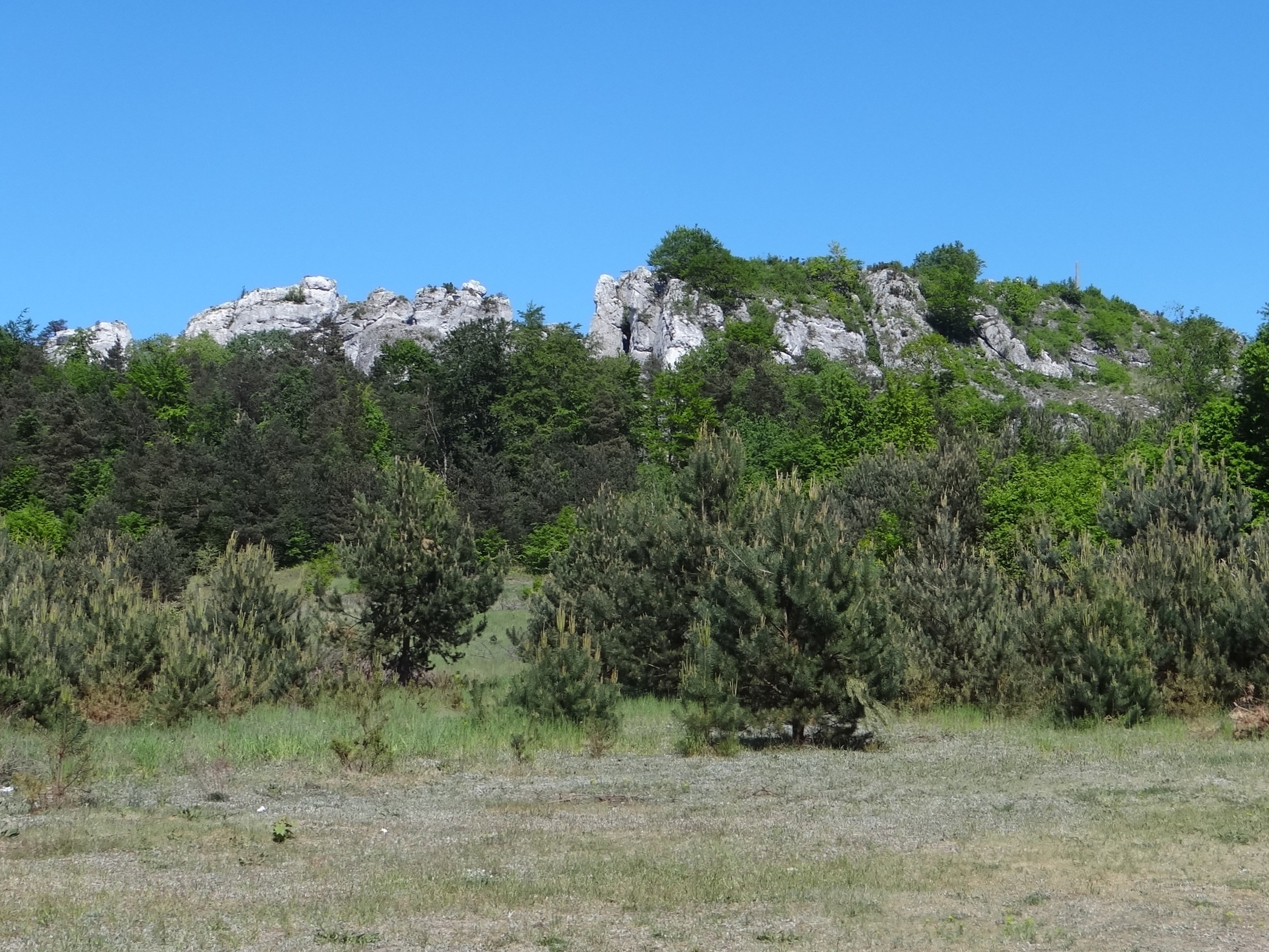
Widok na Górę Zborów z drogi nr 792
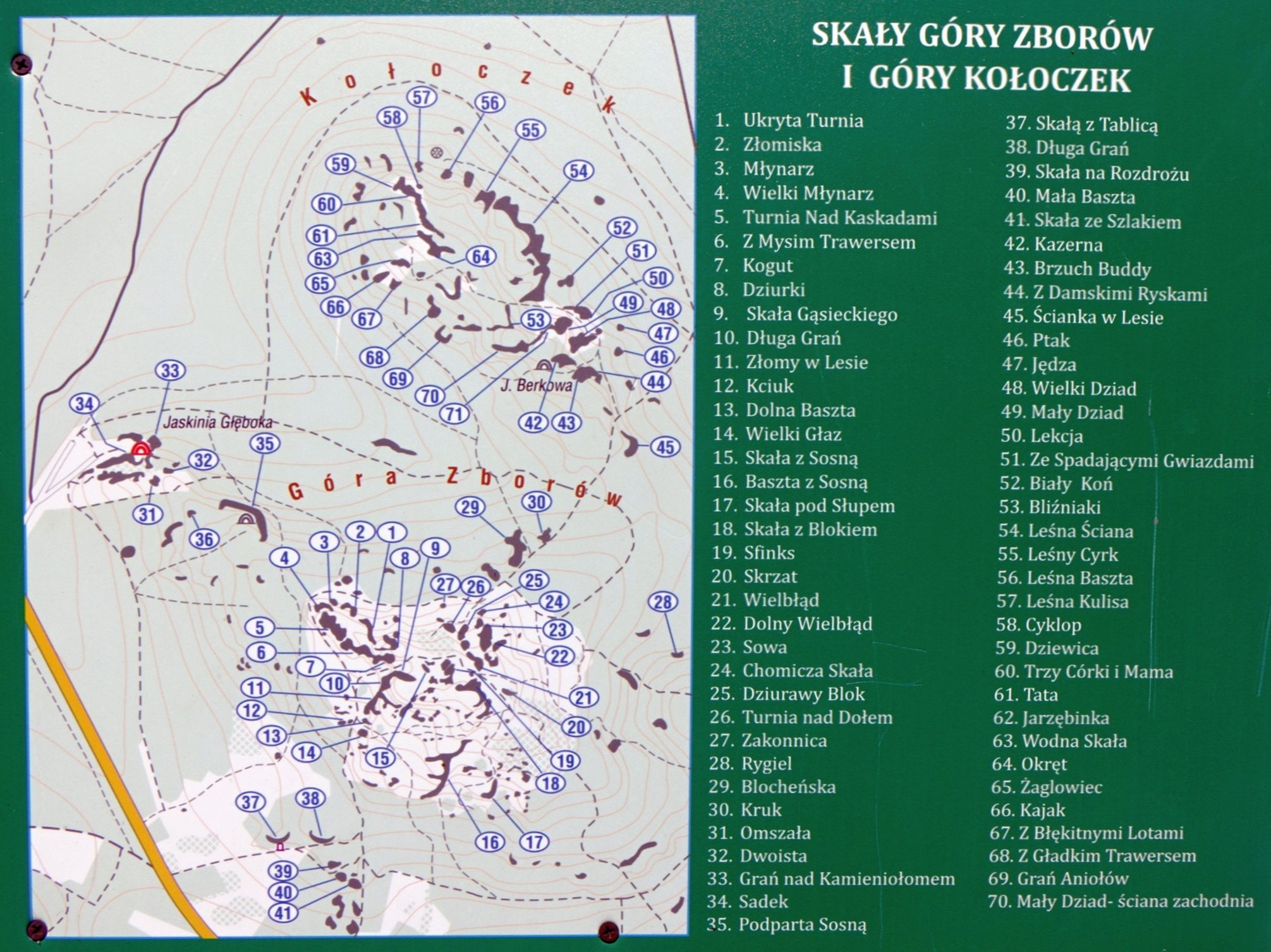
Skały Kołoczka i Góry Zborów